# Vyvažovací hřídel

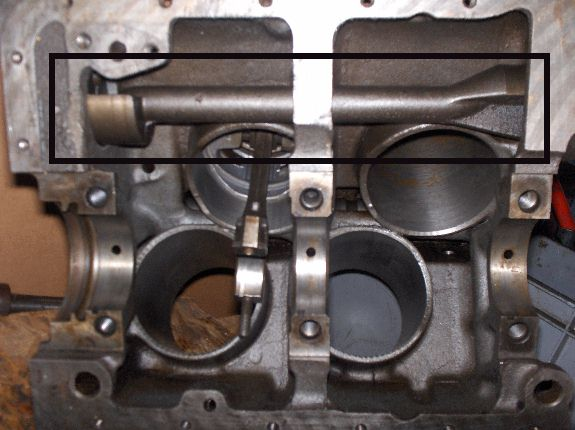
Vyvažovací hřídel

Vyvažovací hřídel je vkládána do strojů (nejčastěji motorů), aby kompenzovala dynamické účinky pohybu ostatních rotujících a oscilujících hmot stroje.
Vyvažovací hřídel se obvykle otáčí v opačném smyslu, než převažující rotující hmoty zbytku stroje. V motoru její působení obvykle vyrovnává nevyváženost klikové hřídele, ojnic a pístů. Pro tento účel jsou její součástí závaží.